# Monestir de Piedra

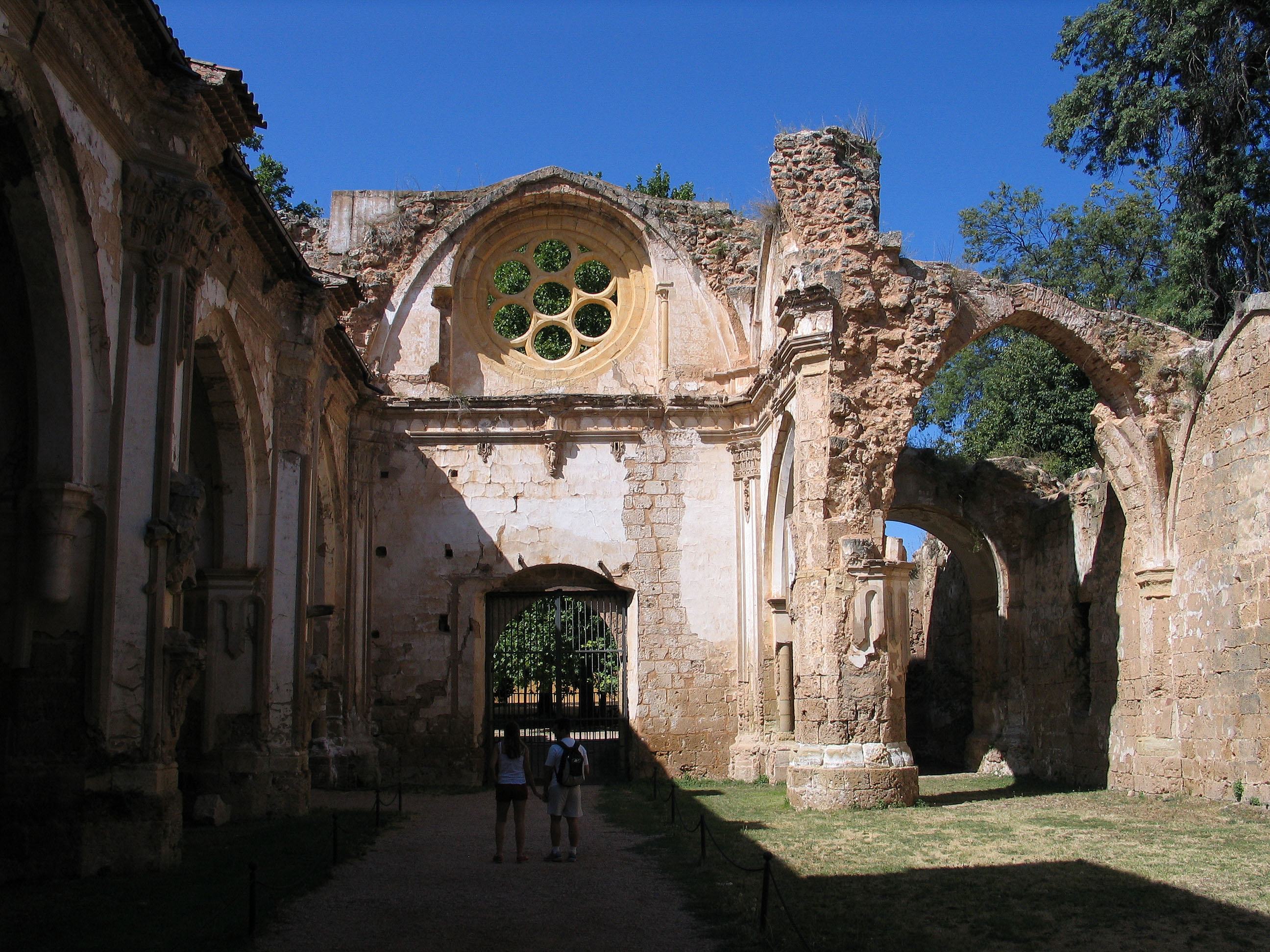
Ruïnes de l'església del monestir

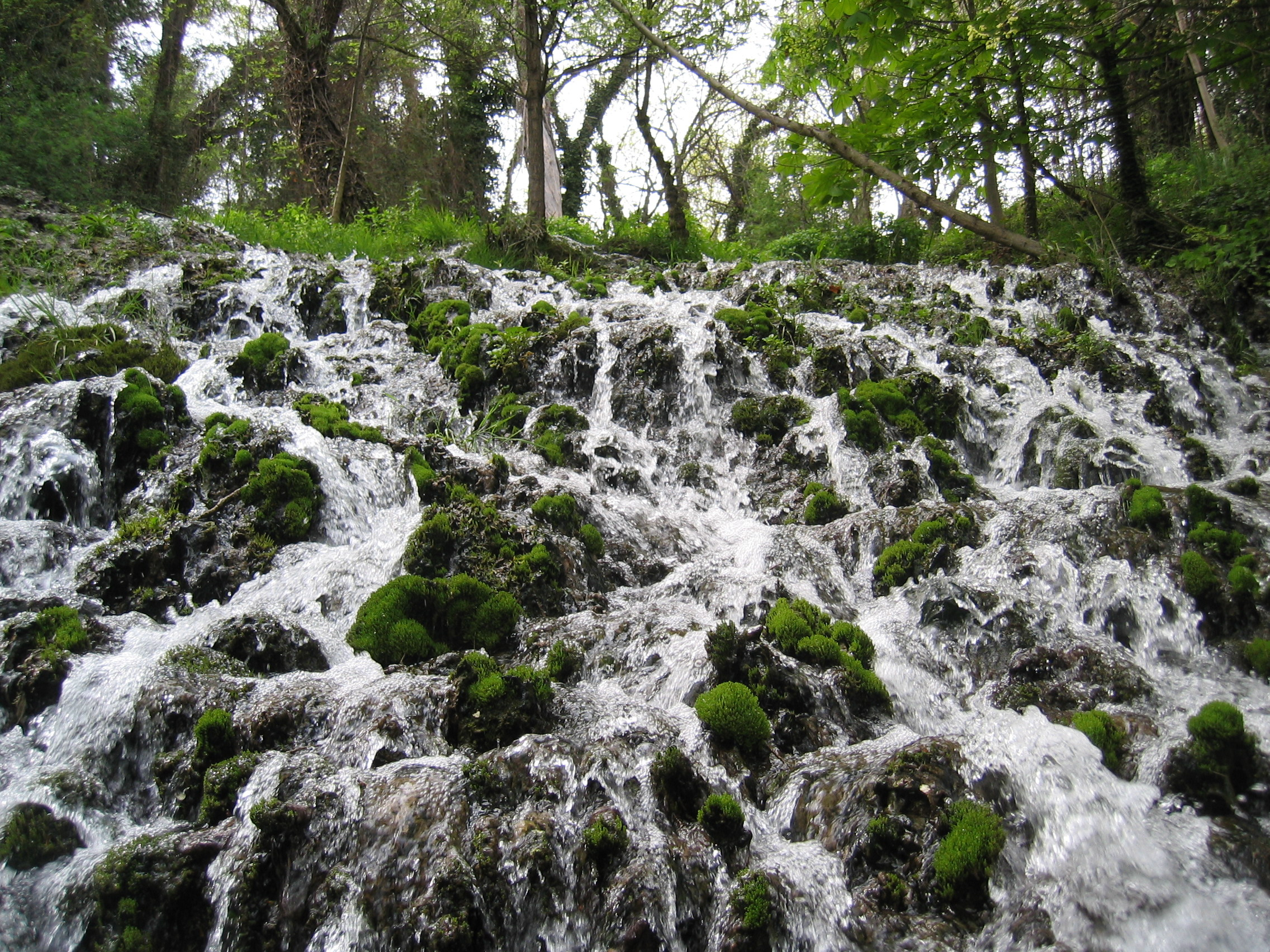
La zona es plena de l'aigua del riu Piedra

El Monasterio de Piedra és actualment una zona turística situada en un paratge solitari i feréstec que ocupa la zona dominada per un antic monestir a la Comunitat de Calataiud, Aragó. El Monasterio de Piedra està relativament aïllat. Es troba a 2 km de Nuévalos (C-202), uns 100 km al sud-oest de Saragossa, per l'autovia del Nord-est (A-2). La zona es troba al cor del Sistema Ibèric a la vora del riu Piedra, dominada per l'antic castell de Piedra Vieja i la sierra de Pardos, que és una prolongació occidental de la sierra de Santa Cruz. És una zona càrstica amb paisatges fragorosos de gran bellesa dominats per roques aspres, coves i penya-segats en conjunt i harmonia amb l'aigua del riu Piedra que forma cascades, llacunes i rierols. La "Cola de Caballo" és una cascada de 50 m que es troba al parc.

## Història

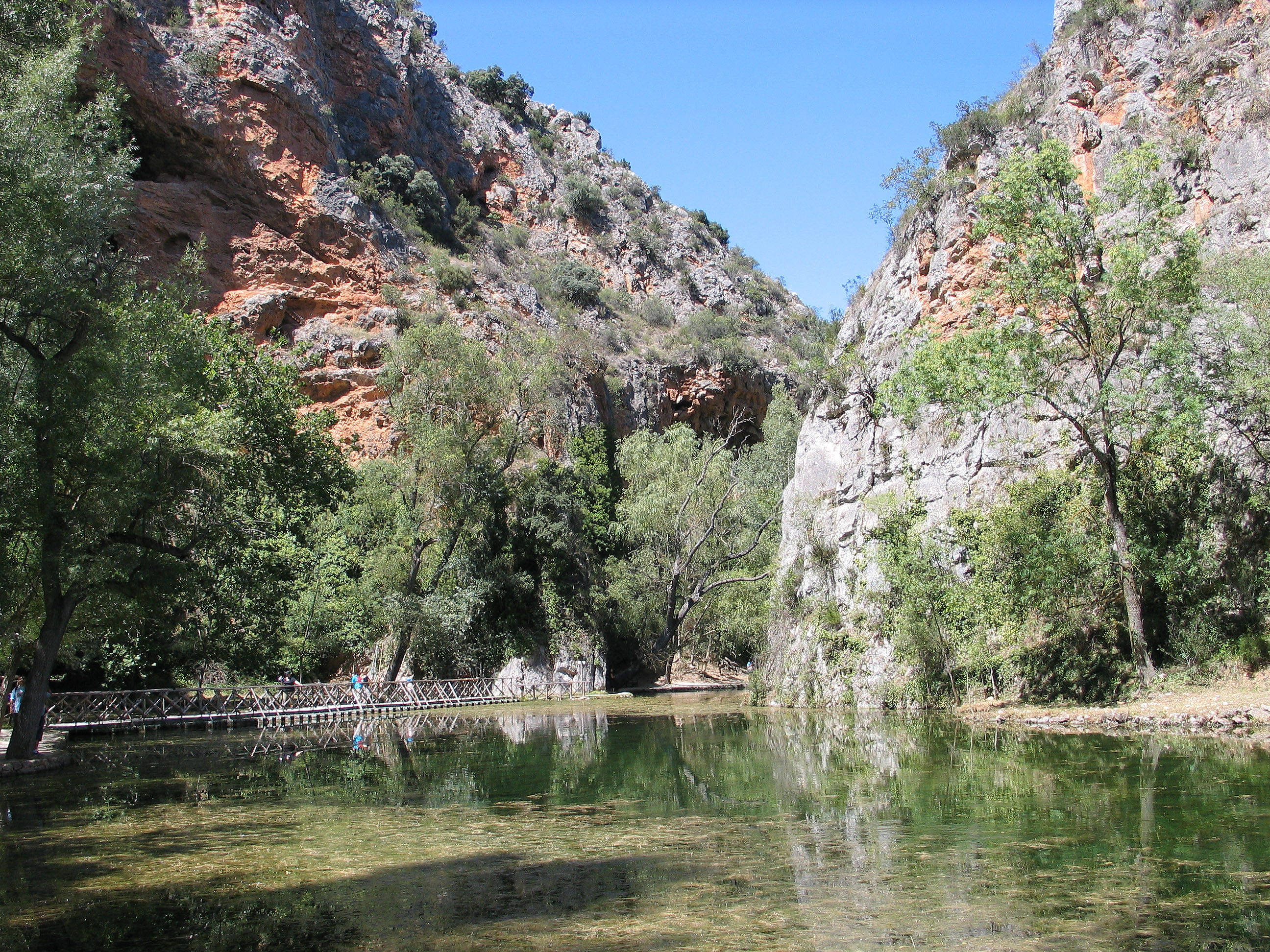
Lago del Espejo

El monestir fou fundat l'any 1194 per tretze monjos de l'Orde del Cister provinents del Reial Monestir de Santa Maria de Poblet. Al moment de la fundació el monestir fou dedicat a Santa María de la Blanca.
El monestir de Santa Maria de Piedra està situat en una vall frondosa del municipi de Nuévalos (Saragossa). L'emplaçament, si considerem el paisatge desèrtic que l'envolta, esdevé un autèntic oasi: el monestir està situat en un atractiu paisatge natural, solcat de magnífics salts d'aigua, frondosos jardins i horts, que ja fou una de les fonts de riquesa de la comunitat cistercenca.
Piedra va ser la primera fundació del monestir de Poblet. L'any 1186 el rei Alfons el Cast donà a l'abadia de la Conca de Barberà el castell de Piedra (Alhama de Aragón, Saragossa), amb terres i pertinences, per a fundar-hi un monestir cistercenc. Va dotar-lo amb una important deixa de terres del llogaret de Tiestos del terme de Santa Eulalia. Tanmateix, els cistercencs no hi arribaren fins vuit anys després, el 1194, quan partí de Poblet un grup de monjos amb l'abat Gaufred de Rocabertí. S'instal·laren al castell de Piedra ―a l'altre costat del riu― mentre duraren les obres de construcció del monestir. El pas al nou cenobi s'efectuà l'any 1218, en temps de l'abat Ferran d'Avero. Pere el Catòlic i Jaume el Conqueridor van seguir potenciant i patrocinant la tasca iniciada pel seu antecessor Alfons el Cast i dotaren el monestir d'altres beneficis i senyorius (Alfambra, Sanz, Villafeliche, Valdenogueras…). Com altres abadies cistercenques, el monestir depenia directament de la Santa Seu i no tenia cap obligació vers el bisbe de Saragossa. Al llarg dels segles prosperà molt, com palesen les ampliacions, tant d'edificis de residència com de serveis, practicades durant el Renaixement i el Barroc. La vida monacal va durar fins a la Desamortització de 1835, que fou saquejat i destruït gairebé tot el patrimoni mobiliari i algun edifici.

## Arquitectura

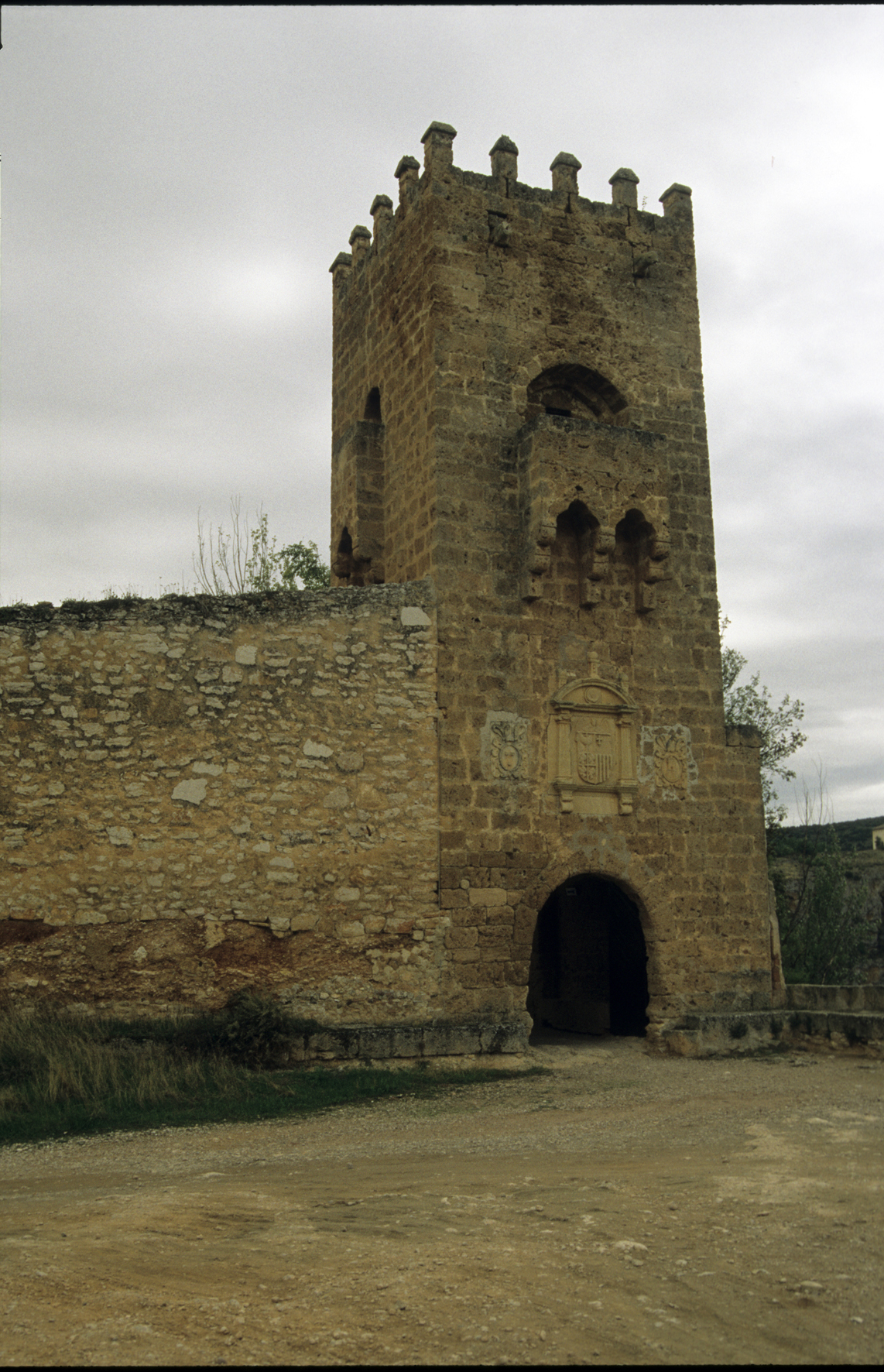
Monestir de Piedra. Torre de l'Homenatge. 1998.

Com en la major part d'abadies cistercenques, un primer recinte emmurallat —conservat avui en bona part— tancava el conjunt. Vora una barrancada del riu hi ha la porta d'entrada a aquest primer àmbit; és una torre del recinte, probablement de finals del segle xii, anomenada torre de l'homenatge. És un prisma quadrangular de dos pisos i terrassa emmerletada que té la porta d'arc de mig punt formant túnel a la planta baixa i al damunt; està protegida per un voluminós matacà. Passada la porta, trobem un pati amb el palau abacial construït en època moderna. És un edifici de dues plantes amb llarga façana marcada rítmicament per tres nivells de pilars i columnes adossades de factura medieval, procedents sens dubte d'una construcció anterior. La portalada, que és un exemplar de mig punt, té al damunt una fornícula decorada amb un relleu que representa el miracle de la Lactatio Bernardi (l'alletament de la Mare de Déu a sant Bernat), i als costats presenta heràldica de dos abats.

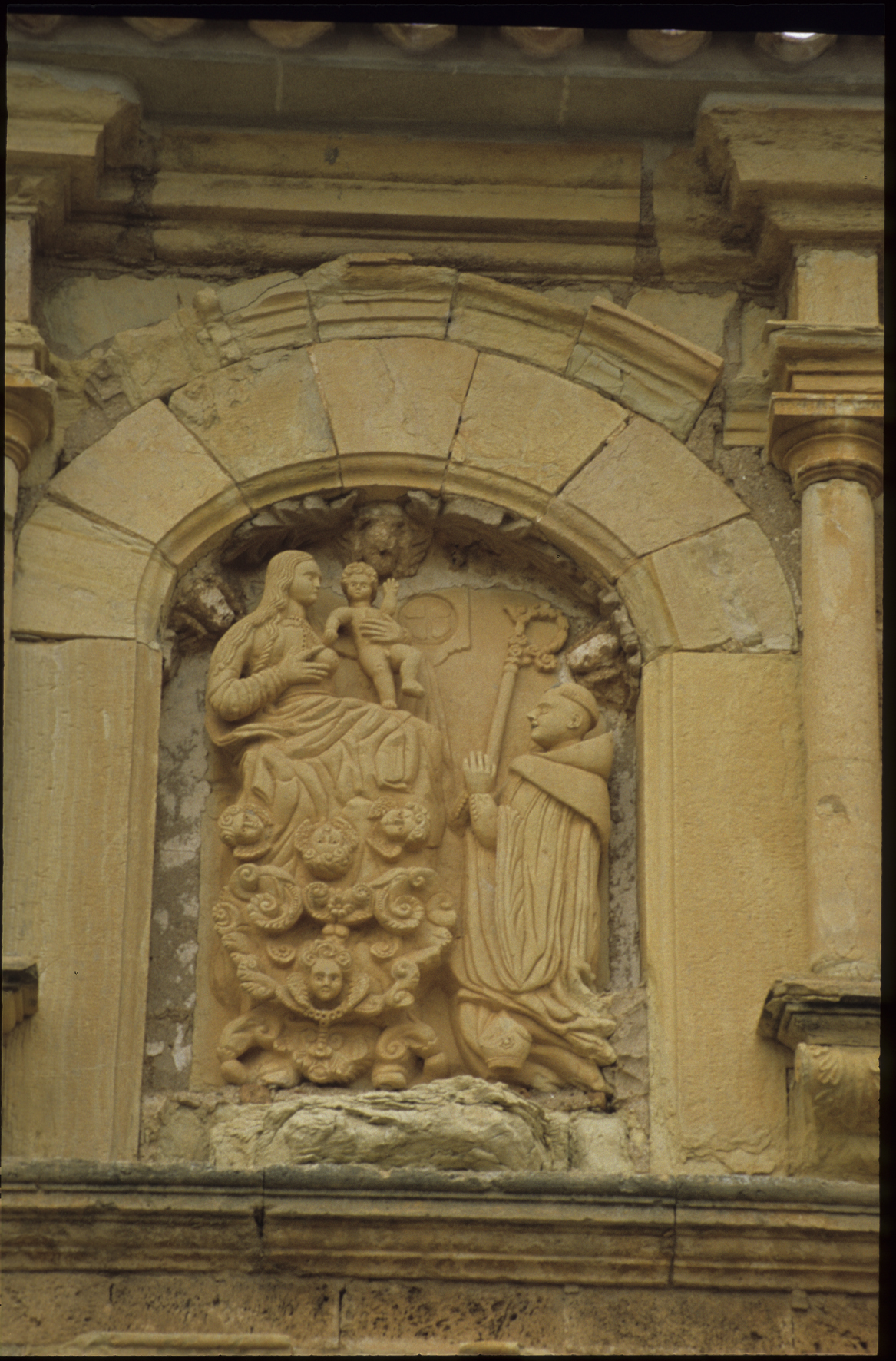
Monestir de Piedra. El relleu de la "Lactatio Bernardi", s. XVI. 1998.

Travessat el vestíbul del palau de l'abat, se surt a la plaça Major del monestir, que està rodejada d'edificis de serveis (la porteria, un oratori...) i l'església; al costat oest de la plaça hi ha dues portes que donen a la clausura.

### El claustre major i les edificacions contigües

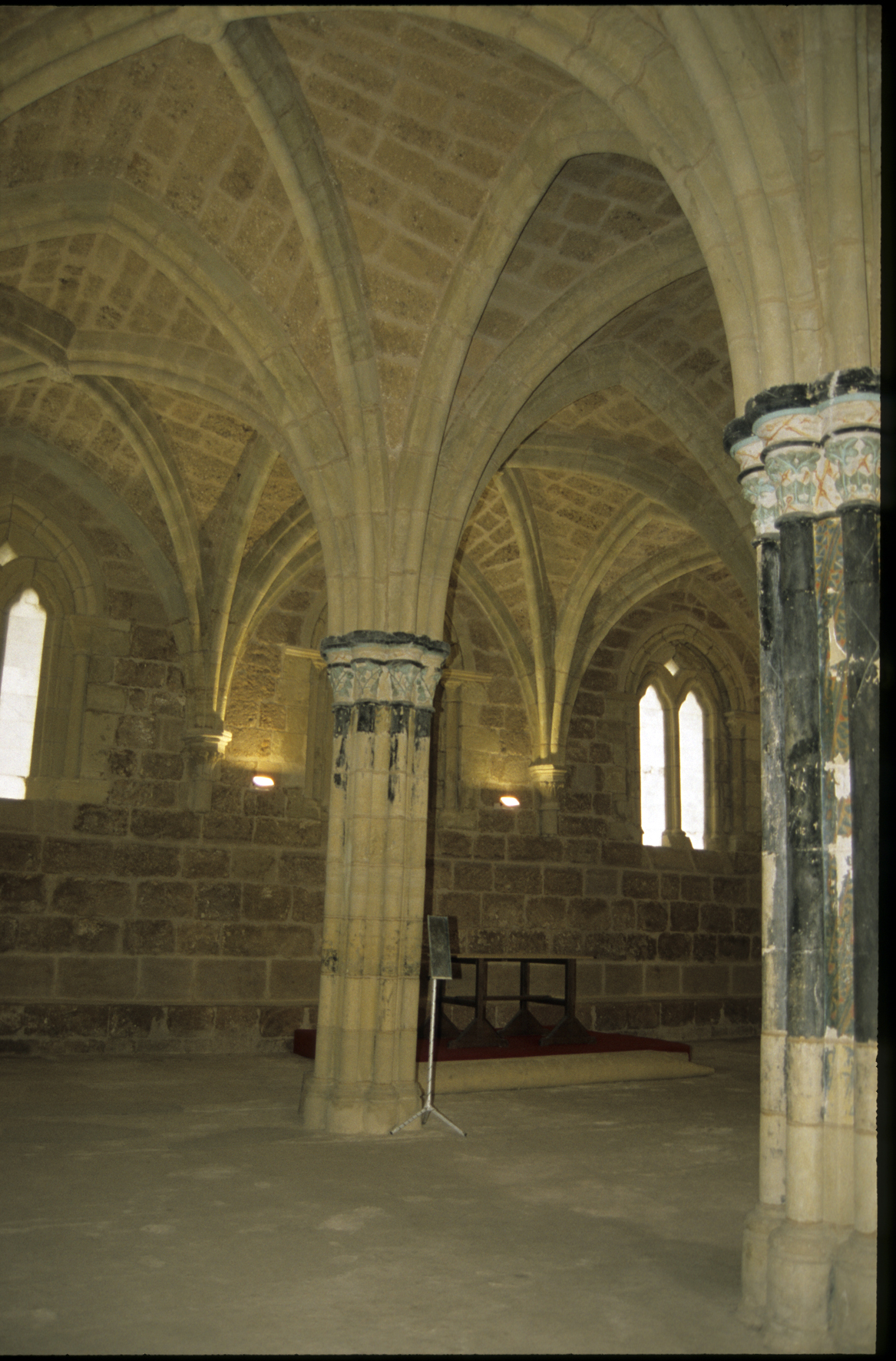
Monestir de Piedra. Sala Capitular. 1998.

Els edificis principals de la clausura (aula capitular, refetor, cuina…) s'ordenen, com és lògic, a l'entorn del claustre, situat al sud de l'església. Són construccions antigues, tardoromàniques o gòtiques, totes, menys l'església, conservades en bon estat. El claustre és quadrat i clarament gòtic, però d'una severitat extrema que no es veu en cap altre dels claustres catalans, o d'aquesta filiació, a la Corona d'Aragó. Les galeries (galeria), totes iguals i cobertes de creueria, estan constituïdes per amples arcades apuntades que, amb els pilars de suport, assenyalen els trams en cada ala. Probablement, on l'austeritat es posa més en evidència sigui en la manera simplíssima d'arrencar els arcs, puig que ho fan directament del pilar, sense capitells ni impostes que marquin els punts d'arrencament. Tanmateix, aquesta simplicitat no sembla que l'haguessin tingut en origen; segons afirma Martínez (1998, p. 304), als costats de cada arcada hi havia columnes i capitells adossats (com al monestir de Santa Maria de Huerta i al de Fitero) que foren utilitzats, el segle xvi, per decorar la façana del palau abacial. Els pilars, malgrat ésser molt massissos, encara estan reforçats pel costat del jardí per potents contraforts esglaonats que n'accentuen la robustesa. Fins fa pocs anys les arcades havien estat tapiades i hom pensava que tal vegada els murs amagaven traceries; un cop destapades s'ha pogut comprovar l'error d'aquella suposició i la bellesa nua de la galeria. Tota l'estructura de la creueria descansa en mènsules murals decorades de fullam. A l'ala oriental hi ha la sagristia, amb volta de canó, i a continuació la sala capitular, que fou bastida al mateix temps que l'església, segle xiii. Com sol succeir, l'aula del capítol és una de les estances més importants del cenobi i, malgrat seguir l'esquema cistercenc pur, estilísticament acusa el mateix goticisme burgalès del temple. És rectangular i voltada amb nou trams de creueria suportada per quatre pilars exempts, de nucli octogonal, i mènsules murals. Els arcs estructurals baixen fins a terra dels pilars, com al temple. La seva entrada des del claustre adopta la fórmula més habitual als capítols: porta flanquejada per dues finestres geminades, totes ogivals i de molt bona factura, resseguides d'arquivoltes llises o decorades amb punta de diamant, semblant a les de la porta de l'església. Al fons de la sala hi ha tres finestres d'arcs apuntats i traceries, que combinen amb les tres obertures de l'accés i donen llum a la sala. Damunt d'aquestes peces, com sol succeir en els monestirs cistercencs, hi ha el dormidor (que avui serveix de menjador de l'hotel); és una sala allargada coberta de volta de canó apuntat amb arcs faixons de reforç.
A l'ala sud del claustre hi ha el refetor, que és un altre dels edificis principals de la clausura ben conservat (esperem que un dia li llevin el guix que cobreix els murs). És una sala llarga de considerables dimensions, coberta de sis trams de creueria que carrega en mènsules i columnetes truncades; Lambert el relaciona amb el del monestir germà de Santa Maria de Huerta (Sòria). Al mur del fons, emmarcat pel doble vessant de la teulada, hi ha un gran finestral apuntat, partit per un mainell de tradició romànica (actualment amb vidres de colors que s'aparten molt de l'estètica cistercenca). L'entrada és barroca i al seu damunt hi ha un curiós edicle amb llanterna sostingut per contraforts. Finalment, al costat del refetor es conserva la cuina primitiva; és quadrada, amb volta servada per vuit arcs i amb xemeneia central. Damunt dels edificis d'aquesta ala sud hi ha l'arxiu o biblioteca, cobert d'una creueria gòtica tardana del segle xvi. Paral·lel i a tocar de l'ala oest del claustre, corre un llarg i corredor voltat de canó; és el carreró de conversos (locutori), una relíquia, si tenim en compte que ha desaparegut de la major part de monestirs (a Santes Creus, per engrandir el claustre). Al costat hi ha el celler, amb una estructura d'arc diafragma i un soterrani voltat de canó (aquestes dependències restaurades recentment són avui museu del vi). A l'extrem sud del corredor dels conversos hi ha l'antiga porteria, per on s'accedia al claustre; és una porta romànica que ostenta les armes de la Corona d'Aragó.

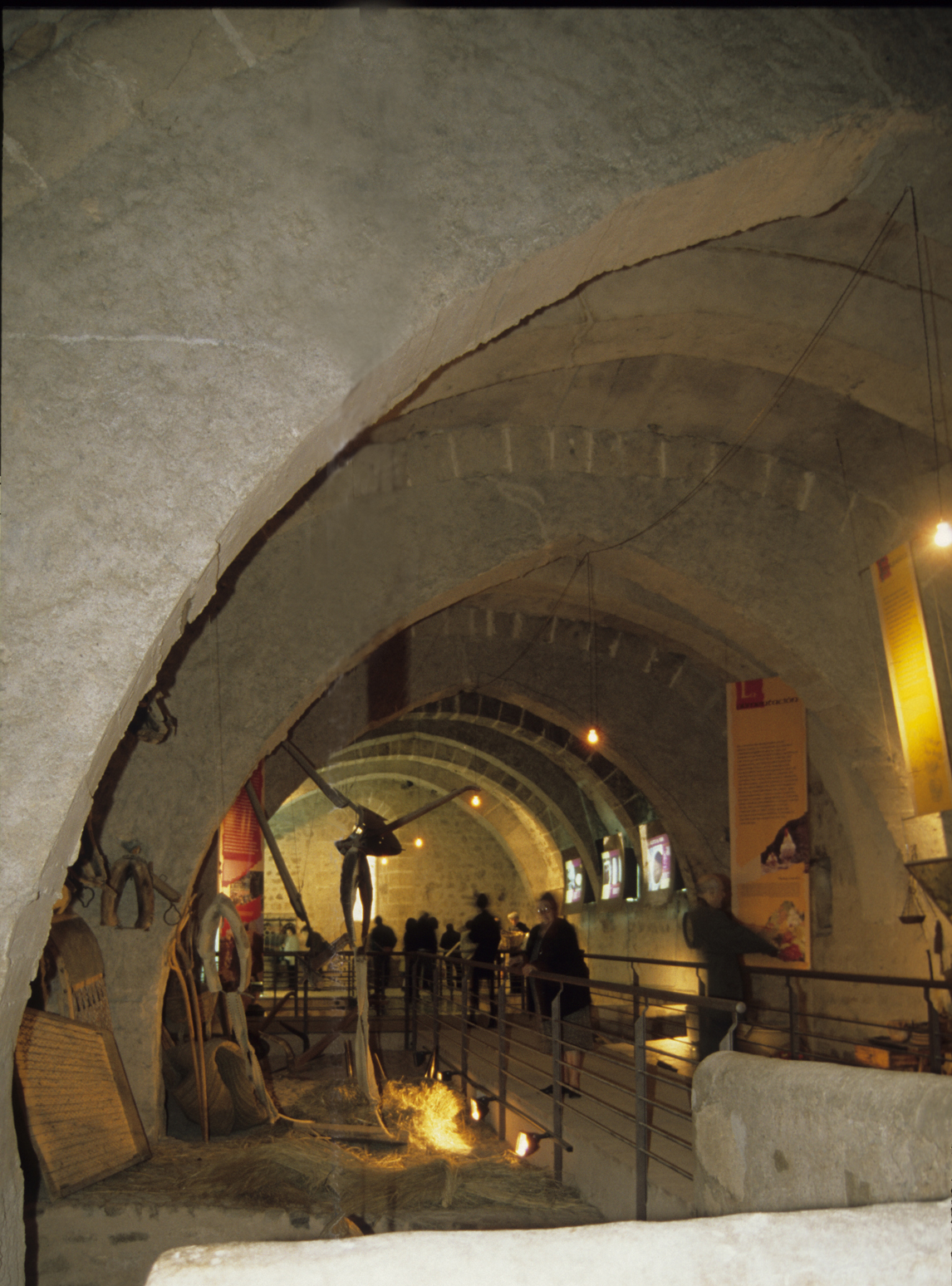
Monestir de Piedra. Celler convertit en museu. 1998.

### L'església
L'església té planta cistercenca, tres naus, creuer i capçalera amb absis central poligonal, de cinc panys, i dues absidioles carrades per banda que respon el típic "pla bernardià" emprat també a Benifassà com molt bé assenyala Martínez (1994:137-38). Les naus estan molt danyades, sobretot la central, mancada de coberta. L'estructura de suport presenta un estat lamentable; tanmateix, amb el deteriorament, s'ha posat al descobert les seves formes originals, que havien estat revestides de guix a l'estil dels temples barrocs més exuberants. Les tres naus estaven cobertes de creueria, els arcs de la qual reposaven sobre capitells florals i columnetes adossades, les quals —seguint una fórmula molt cistercenca— es truncaven abans d'arribar a terra. Com la nau central, el transsepte ha perdut la creueria que el cobria; en canvi manté, encara que malmeses, les voltes ogivals dels cinc absis, amb els arcs retombant sobre capitells i columnetes, que, en aquest cas, baixen fins al sòl. Cada costat de l'absis major té una finestra d'arc de mig punt i doble esplandit, alguna conserva guixeries de tradició mudèjar, que segons Martínez (1998:293) no són originals sinó afegits posteriors. Del mateix tipus són les finestres que il·luminaven els cinc trams de la nau. Exteriorment, la capçalera mostra l'austeritat i la puresa més pròpies dels temples cistercencs; hi destaquen els contraforts, que baixen formant plans esglaonats, i la cornisa amb permòdols llisos.

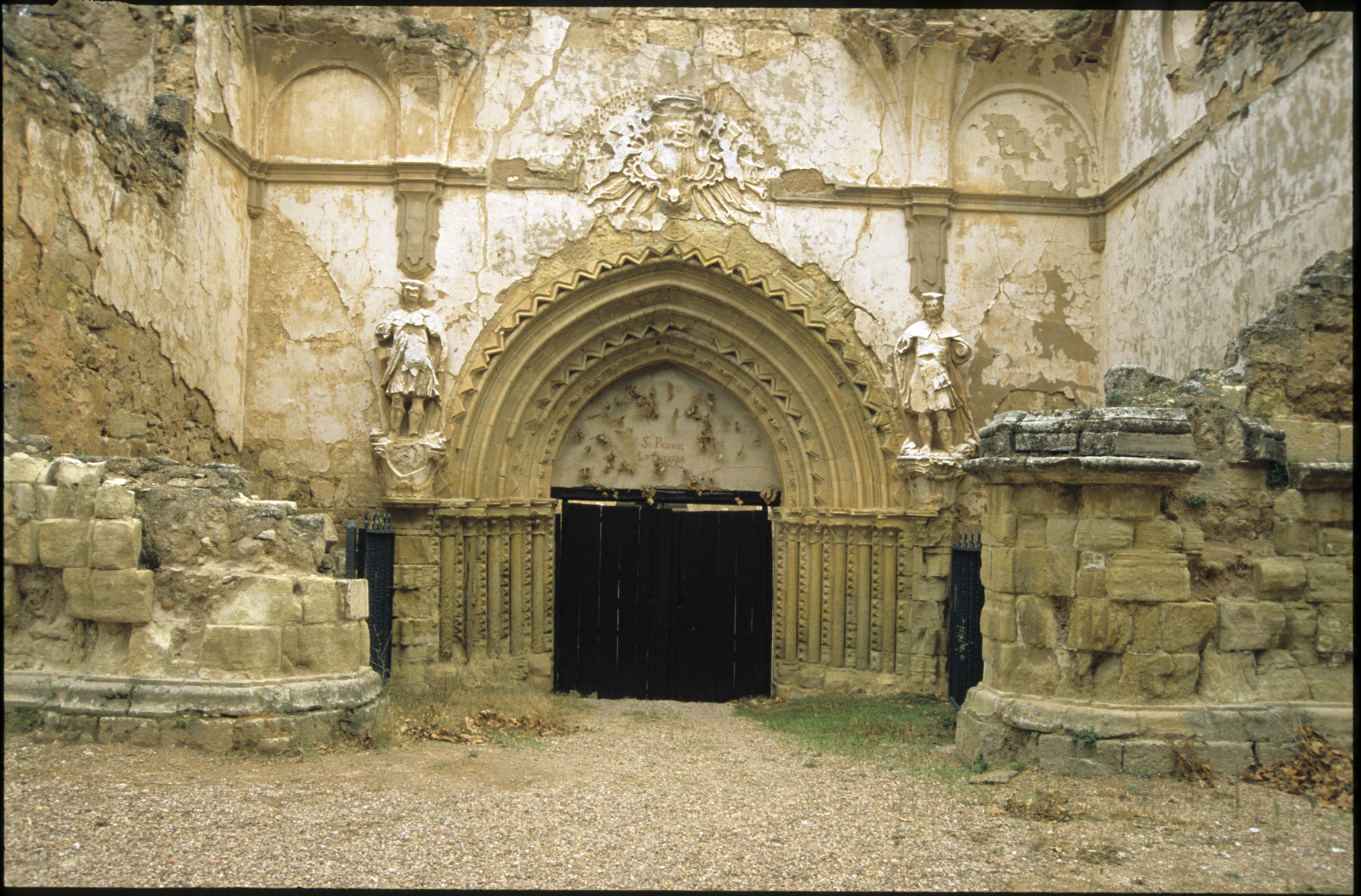
Monestir de Piedra. Porta principal de l'església. 1998.

La porta principal està situada al peu, a la façana occidental que dona a la plaça Major. En aquest indret, en època moderna afegiren un pòrtic que avui està totalment destruït. El frontispici forma doble vessant i té a la part alta una gran rosassa que, dissortadament, ha perdut tota la traceria; a sota hi ha l'esplèndida portalada d'arc apuntat amb cinc arquivoltes decorades en ziga-zaga, fistó, punta de diamant... En temps barroc els paraments del costat foren adulterats amb l'afegitó d'uns elements escultòrics de guix, de factura popular, que representen Alfons el Cast i Jaume el Conqueridor, els comtes-reis que iniciaren i terminaren la construcció del monestir.
Malgrat la mancança de dades sobre la construcció d'aquesta església, és evident que forma part de les primeres construccions del monestir, realitzades durant el segle xiii. En conjunt, però, mostra un goticisme que no tenen les esglésies dels principals monestirs catalans i sí alguns d'aragonesos, com són el monestir de Rueda, el monestir de Veruela i el monestir valencià de Benifassà. Élie Lambert (1977: 270-71) atribueix aquesta puresa d'estil a influències del gòtic burgalès.

### Altres dependències
Entre els edificis erigits en època moderna (XVI-XVIII) que ampliaren molt el monestir, hi ha una mena de claustre obert, o construcció en U (avui dependències de l'hotel), que tanca un pati interior. L'element més interessant d'aquest edifici, que té dues plantes, és l'escala magna coberta d'una elegant creueria estrellada.
Si s'han conservat gran part dels edificis ha estat a causa de l'atractiu del seu paisatge. Sortosament, el monestir després de l'exclaustració passà a mans privades que van saber aprofitar les possibilitats del lloc, d'antuvi com un atractiu balneari estival i, més endavant, com a lloc de visita obligada del turisme. Llàstima que el patrimoni arquitectònic no hagi estat potenciat com ho ha estat la natura.
L'església principal va ser destruïda el segle xix. L'any 1840 l'industrial català Pau Muntadas i Campeny va comprar la finca del monestir, després que quedés afectada per la desamortització de 1835. El seu fill Joan Frederic Muntadas i Jornet va quedar enamorat de l'indret, i el va reformar, afegint camins, accessos i plantes, descobrint el 1860 la gruta Iris, i creant el 1867 a la finca el primer centre de piscicultura d'Espanya, usant l'aigua del riu Piedra per criar truita comuna i cranc de riu ibèric.
Actualment el monestir està exclaustrat i alguns edificis es troben en estat ruïnós. Hi ha parts d'arquitectura gòtica i d'altres de barroca. A la zona del monestir i el parc hi han hotels i restaurants molt freqüentats l'estiu.